# Padova Challenge Open 2011 - Doppio femminile
Sandra Klemenschits e Andreja Klepač erano le detentrici del titolo, ma quest'anno non hanno partecipato.
Il doppio femminile  del torneo di tennis Padova Challenge Open 2011, facente parte della categoria ITF Women's Circuit, ha avuto come vincitrici Kristina Mladenovic e Katarzyna Piter che hanno battuto in finale Iryna Burjačok e Réka-Luca Jani con il punteggio di 6–4, 6–3.

## Teste di serie
1. Kristina Mladenovic /  Katarzyna Piter (campionesse)
2. Mailen Auroux /  Nicole Clerico (primo turno, Ritiro)

1. Evelyn Mayr /  Julia Mayr (quarti di finale)
2. Iryna Burjačok /  Réka-Luca Jani (finale)

## Tabellone

### Legenda
| - Q = Qualificato - WC = Wild card - LL = Lucky loser | - ALT = Alternate - SE = Special Exempt - PR = Protected Ranking | - w/o = Walkover - r = Ritirato - d = Squalificato |